# Her Candy Kid
Her Candy Kid est un film américain réalisé par Charles Avery, sorti en 1917.

## Fiche technique
- Titre original : Her Candy Kid
- Réalisation : Charles Avery
- Photographie : O.G. Hill
- Production : Mack Sennett
- Société de production : Keystone
- Société de distribution : Keystone
- Pays d’origine :  États-Unis
- Langue originale : anglais
- Format : noir et blanc — 35 mm — 1,37:1 — Film muet
- Genre : Comédie
- Durée : 2 bobines - 600 m
- Date de sortie :
  - États-Unis : 25 mars 1917
- Licence : domaine public

## Distribution
- Harry Depp
- Claire Anderson
- Frank Reynolds
- J.N. McDowell
- Elinor Field
- Phyllis Daniels
- Joe Murphy
- Jess Weldon